# Frukostbrickan
Frukostbrickan var ett radioprogram som sändes i P3 under åren 1987-1992. Programledare var Marika Rennerfelt, Kersti Adams-Ray, Pekka Heino, med flera. Programmet, som sändes 05.35-08.30, innehöll blandad musik, sportnyheter, ekonyheter varje hel- och halvtimma samt barnprogram. 1992 lades programmet ned och ersattes av Morgonpasset, som fortfarande sänder.

### Fotnoter
1. ↑  ”Svensk mediedatabas”. http://smdb.kb.se/catalog/id/001945604. Läst 24 juni 2011.